# Tsewang Rabtan
Tsewang Rabtan, in tibetano tshe dbang rab brtan, (1643 – 1727) fu un taish del clan oirate dei čoros, khong tayiji del khanato degli Zungari dal 1697. Governò sulla valle del fiume Ili e a Ghulja, mentre suo cugino (o fratello) Tsereng Dondub governò i territori del fiume Emin e del lago Zajsan.

## Biografia

### Presa del potere
Tsewang Rabtan era figlio del khong taiyiji Sengge ed era sposato con la sorella di Lha-bzang Khan, signore della tribù degli hošuud. Nel 1671 Sengge fu assassinato e gli succedette il fratello Galdan Boshugtu Khan. Nel 1688, quando Galdan uccise uno dei fratelli di Tsewang Rabtan, un lama avvertì quest'ultimo che rischiava di fare la stessa fine. Tsewang Rabtan fuggì con altre sette persone verso il lago Zajsan. Mentre Galdan era impegnato in incursioni contro i khalkha, Tsewang Rabtan radunò molti zungari sotto la sua bandiera. Nel 1689, al suo ritorno dalle incursioni, Galdan cercò di stroncare l'ascesa di Tsewang Rabtan, ma quest'ultimo uscì vittorioso dagli scontri e consolidò il proprio potere. Nel 1696 Galdan fu sconfitto dall'esercito Qing nella battaglia di Jao Modo, e Tsewang Rabtan gli impedì di tornare a Hovd.
Nel 1697, alla morte di Galdan, Tsewang Rabtan salì al trono. In qualità di nuovo sovrano, Tsewang Rabtan consegnò il figlio, la figlia e le ceneri dello zio all'imperatore cinese Kangxi e mantenne la pace con la Cina fino al 1714-1715. In seguito estese il suo territorio alla Siberia, alla Mongolia occidentale e a tutto l'attuale Xinjiang orientale, con l'eccezione di dell'attuale prefettura di Hami. Per consolidare la sua posizione sui monti Tarbagatai e nella valle del fiume Ili, pose la sua capitale a Ghulja e lasciò la valle del fiume Emin a Tsereng Dondub.

### Guerre contro i kazaki
Come i suoi predecessori, Tsewang Rabtan mosse guerra contro il khanato di Kazach, che sconfisse ripetutamente. Nel 1723 aveva sottomesso parte del Grande žüz e del Medio žüz e costretto il resto dei kazaki a ritirarsi a Samarcanda, Xuçand, Khiva o al confine con l'Impero russo. Tra il 1723 e il 1725 gli zungari saccheggiarono le città della regione del Syr Darya. 

### Guerre in Tibet
Tra il 1705 e 1706 Lha-bzang Khan si era impadronìto del potere in Tibet. Nel 1714 Tsewang Rabtan diede in sposa sua figlia Boitalak a Danjung, figlio maggiore di Lha-bzang Khan. Con la scusa di fornire una scorta per gli sposi, Tsewang Rabtan inviò un esercito guidato da Tsereng Dondub contro Lha-bzang che, accortosi troppo tardi dell'inganno, non poté organizzare alcuna resistenza. Consolidato nel 1715 il suo potere sugli zungari, nel 1717 Tsewang Rabtan inviò due armate in Tibet. La prima, di 300 uomini, si recò nella provincia tibetana di Amdo per prendere sotto custodia il futuro settimo Dalai Lama, Kelzang Gyatso, portarlo a Lhasa e quindi assicurarsi il sostegno tibetano. La seconda, di 6.000 uomini, era al comando di Tseren Dondub, che conquistò Lhasa e uccise Lha-bzang Khan.
La prima delle due armate, sconfitta dalle truppe Qing presso il monastero di Kumbum, non riuscì però nel suo intento. A Lhasa e dintorni le truppe zungare si scatenarono in saccheggi, stupri e omicidi e ben presto i tibetani chiesero l'aiuto dell'imperatore cinese Kangxi. Dopo aver posto sotto la sua protezione Kelzang Gyatso, Kangxi e organizzò due campagne in Tibet. La prima, mal organizzata, si svolse nel 1718 e vide i cinesi sconfitti nella battaglia del fiume Saluen del 1718. La seconda, coronata da successo, vide la conquista di Lhasa da parte delle truppe Qing nel 1720. Sempre nel 1720 un esercito cinese marciò contro il khanato degli zungari, che fu sconfitto a Ürümqi. Nel 1724 Tsewang Rabtan fu costretto a fare la pace.
Dopo la morte di Danjung, avvenuta intorno al 1717 presumibilmente per mano di Tsewang Rabtan, Boitalak sposò un taish dei khoidi e in seguito diede alla luce Amursana, che sarebbe diventato khan degli zungari durante il regno dell'imperatore Qianlong.

### Guerra contro Kashgar
Nel 1713 Tsewang Rabtan occupò Kashgar, governata dai rivali Makhdumzada, e catturò i rivali Daniyal e Ahmed. Nel 1720 insediò Daniyal come unico sovrano nella regione di Kashgar, con residenza a Yarkant. 

### Guerre contro i russi
Nel 1715, allo scopo di esplorare i giacimenti d'oro del lago Jamyšev, i russi inviarono una spedizione al comando di Ivan Dmitrievič Buchgol'c verso il territorio governato da Tsereng Dondub. Scontratisi con gli zungari, i russi furono costretti a ritirarsi. Tra i prigionieri catturati dagli zungari vi era un sergente svedese, Johan Gustaf Renat, che divenne un loro consigliere militare. Una successiva spedizione punitiva russa fu sconfitta dal figlio di Tsewang Rabtan, Galdan Tseren, nei pressi del lago Zajsan nel 1720.

### Morte
Tsewang Rabtan sarebbe stato assassinato nel 1727 da un monaco buddista, come vendetta per eventi occorsi in Tibet. Gli succedette il figlio Galdan Tseren (1727-1745), che continuò la sua politica.